# Hemianthus callitrichoides
Hemianthus callitrichoides (también conocida como lágrimas de bebé, cuba o simplemente por las iniciales HC) es una planta semiacuática de la familia Linderniaceae . La planta es endémica del Caribe, donde es originaria de Las Bahamas, Cuba, La Española, Jamaica y Puerto Rico .
Esta especie se utiliza comúnmente como planta de primer plano o tapizante en acuarios plantados . En el paisajismo acuático, se sabe que esta especie tiene requisitos relativamente altos de luz y CO₂ . Una vez plantada, cada porción produce estolones, tallos individuales que se ramifican y crecen a lo largo del sustrato.
Hemianthus callitrichoides fue recolectada por primera vez por Holger Windeløv y Eusebio Canicio Delgado Pérez  durante 2003 en Las Pozas, Cuba, a unos 90 kilómetros (55,9 mi) al este de La Habana . A diferencia de la emparentada Hemianthus micranthemoides, se cree que H. callitrichoides es nativa solamente de Cuba.